# Мормопсові
Mormoopidae  — невелика родина кажанів, близька до листоносих (Phyllostomidae). Включає 3 роди і приблизно 10 видів. У викопному стані відомі з плейстоцену Північної Америки і Антильських островів.

## Опис
Розміри дрібні і середні: довжина тіла — 50–80 мм, маса — 7,5–20 г. Хвіст є, приблизно 1/3 довжини тіла, приблизно на половину довжини виступає з міжстегнової перетинки. Крила порівняно довгі і широкі. У роді Pteronotus крилові перетинки зростаються на спині, створюючи враження, що звірятко згори голе. На кінчику морди навколо ніздрів є маленький носовий листок, складна шкіряста лопать розвивається на нижній губі і підборідді. Вушні раковини невеликі, із загостреними вершинами. Козелок розвинений, своєрідної форми, з додатковою шкірястою лопаттю, спрямованою під прямим кутом до самого козелка. Череп з відігнутим догори ростральним відділом. Зубів 34.

## Поширення
Поширені від південного заходу США і Каліфорнійської затоки через усю Центральну Америку (включаючи Антильські острови) до північного Перу і центральної Бразилії. Населяють різноманітні ландшафти, від вологих тропічних лісів до напівпустель.

## Спосіб життя
Живуть великими колоніями в печерах. Утворюють великі колонії, до 500 000 особин. У одній з печер Мексики знайдено ціле кладовище цих кажанів; тисячі звіряток, мабуть, стали жертвами епізоотії сказу. Живляться виключно комахами, яких ловлять в повітрі. Розмноження сезонне, один раз на рік. Самиці приносять по одному дитинчаті.

## Класифікація
Родина складається з двох родів і близько 13 видів.
Родина MORMOOPIDAE
- Рід Mormoops Leach, 1821
  - Mormoops blainvillii (Leach, 1821)
  - Mormoops magna† (Silva-Taboada, 1974)
  - Mormoops megalophylla (Peters, 1864)
- Рід Pteronotus Gray, 1838
  - Підрід Chilonycteris Gray, 1839
    - Pteronotus macleayii (Gray, 1839)
    - Pteronotus personatus (Wagner, 1843)
    - Pteronotus quadridens (Gundlach, 1860)

  - Підрід Phyllodia Gray, 1843
    - Pteronotus alitonus Pavan, Bobrowiec & Percequillo, 2018
    - Pteronotus paraguanensis (Linares & Ojasti, 1974)
    - Pteronotus parnellii (Gray, 1843)
    - Pteronotus pristinus† (Silva-Taboada, 1974)

  - Підрід Pteronotus Gray, 1838
    - Pteronotus davyi (Gray, 1838)
    - Pteronotus gymnonotus (Natterer, 1843)